# Prasias (Ática)

Mapa de los demos de la antigua Ática. El demo de Prasias se situaba en el este, junto a la costa.

Prasias o Prasia (en griego, Πρασιαί) es el nombre de un antiguo puerto griego del Ática.
Es mencionado por Tucídides. Estrabón lo ubica entre el demo de Pótamo y Estiria.
Pausanias sitúa en Prasias un templo de Apolo a donde se dice que llegaron las primicias de los hiperbóreos que luego fueron transportadas por los atenienses a Delos. También se hallaba en Prasias la tumba de Eresictón.